# Igreja de São Salvador em Campo
San Salvatore in Campo ou Igreja de São Salvador em Campo é uma igreja de Roma, Itália, localizada no rione Regola, na Piazza di San Salvatore. É dedicada a Jesus Salvador.
É uma igreja anexa de Santi Biagio e Carlo ai Catinari e a sede da comunidade copta ortodoxa eritreia em Roma.

## História
Já existia uma igreja no local desde tempos muito remotos, já atestada pelo menos na primeira metade do século X e chamada San Salvatoris de domno Campo. O nome remonta a "dominus Campo", um abade de Farfa que construiu ou restaurou a igreja, que com o tempo foi simplificado para "in Campo" (assim aparece numa bula do papa Urbano III de 1186). Outra hipótese liga o nome da igreja à praça em frente, chamada "in Campo": na Idade Média, chamavam-se de "campos" as grandes praças de Roma, pois eram quase sempre cobertas de terra e gramadas, com o aspecto de uma campina.
A igreja medieval (que, em 1551, foi a primeira sede da "Confraria de Trinità dei Pellegrini", fundada por São Filipe Néri) foi demolida no século XVII para permitir a construção do Palazzo del Monte della Pietà. Em 1639, o papa Urbano VIII mandou construir a atual igreja, com mesmo nome da anterior, ainda que numa localização diferente.
O edifício é obra do arquiteto Francesco Paparelli e apresenta uma fachada linear muito simples. O interior não é particularmente interessante. O complexo foi totalmente reformado em 2008 e, durante as obras, todo o exterior foi repintado e o afresco original do frontão foi restaurado.

## Galeria

Imagens da igreja
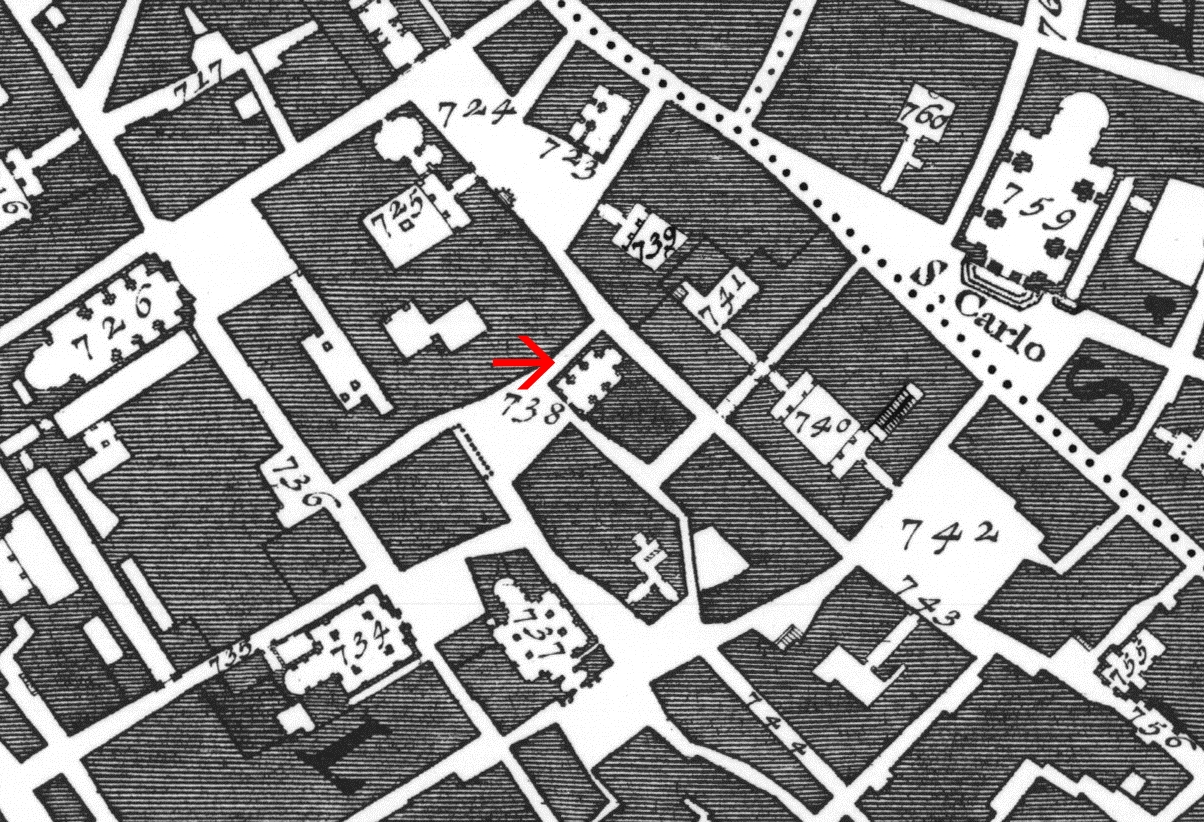
San Salvatore marcada no Mapa de Nolli (1748).
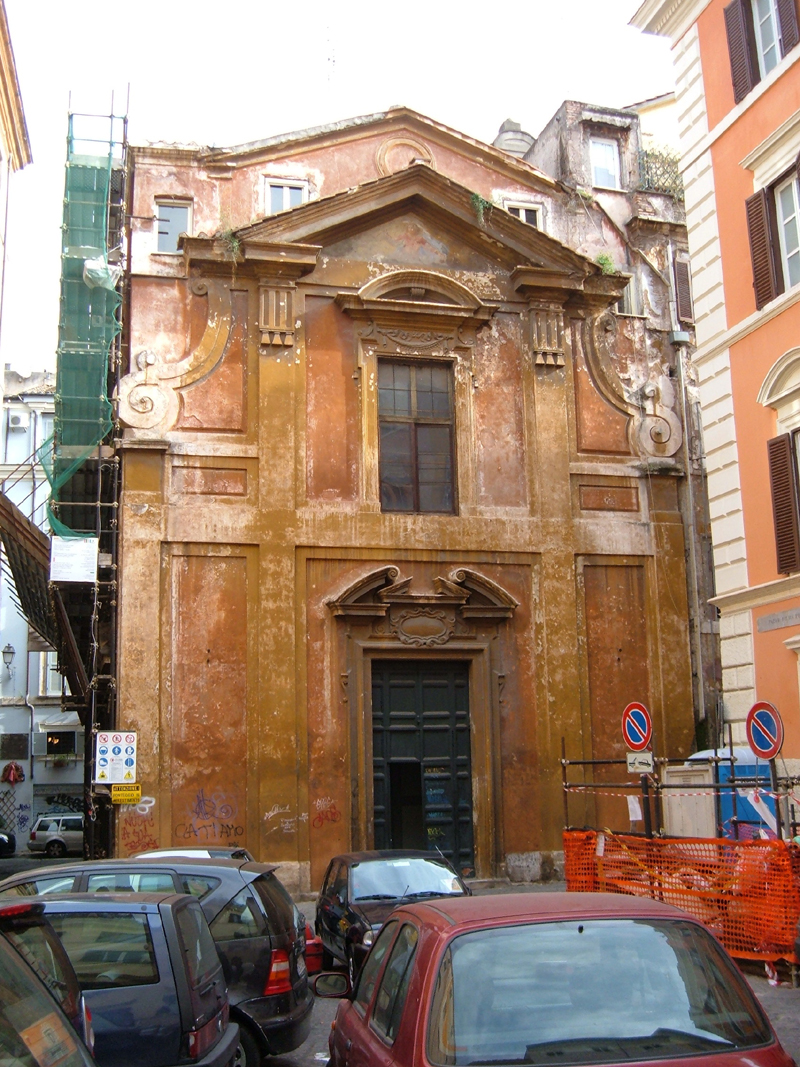
Vista da igreja antes da reforma de 2008.
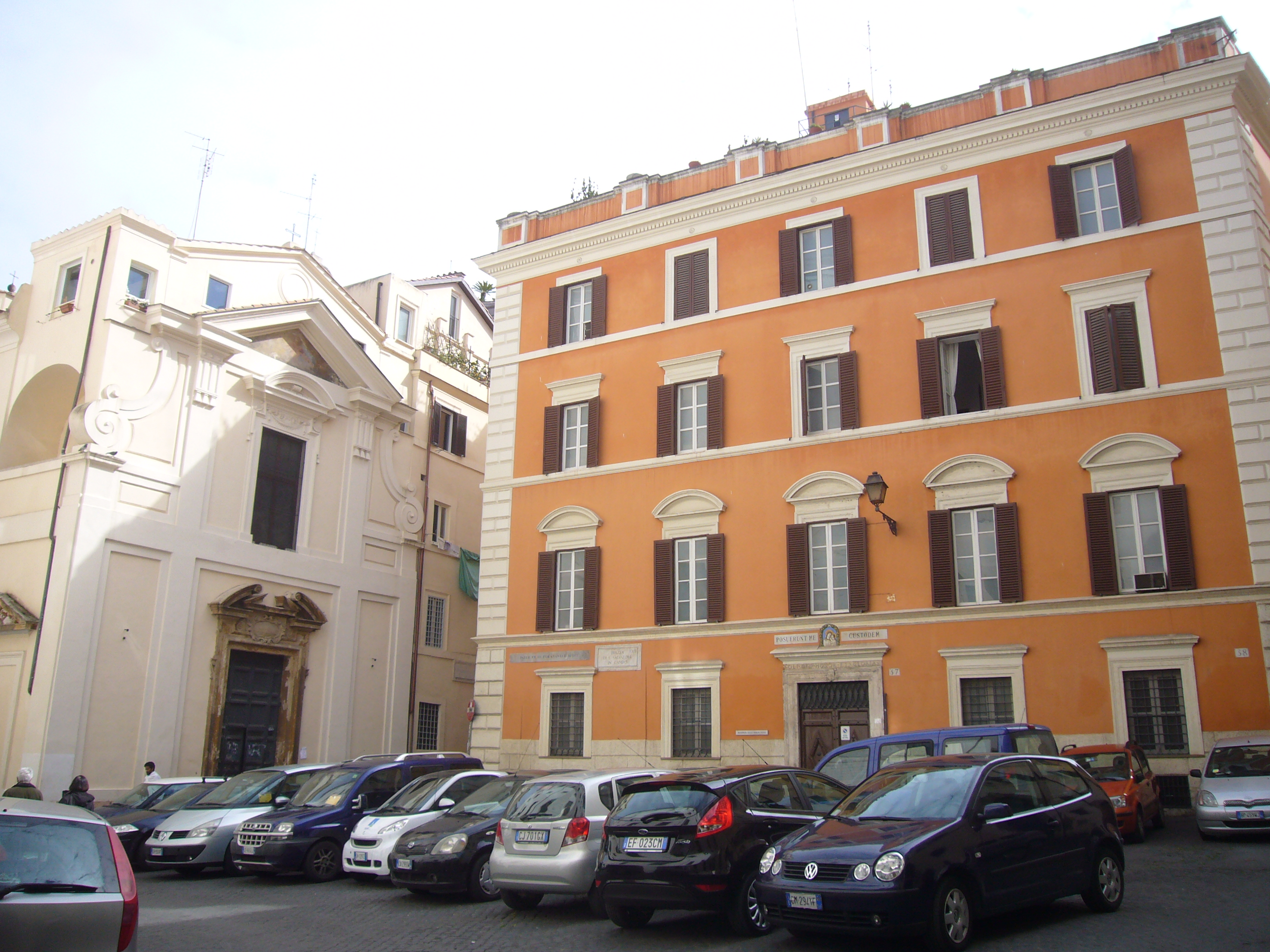
Piazza di San Salvatore in Campo e a igreja à esquerda.